# こっこさんの台所CD
「こっこさんの台所CD」（こっこさんのだいどころシーディー）は、日本の歌手Coccoの15枚目のシングルである。2009年9月16日発売。発売元はビクターエンタテインメント。

## 概要
前作から1年10ヶ月ぶりとなるシングル。同年8月15日に発売されたエッセイ集「こっこさんの台所」から生まれた春・夏・秋・冬をテーマにした4曲を収録。

## 収録曲
（全作詞・作曲：Cocco）
1. 絹ずれ（春）（5:19）
2. the end of Summer（夏）（2:59）
3. バイバイパンプキンパイ（秋）（3:35）
4. 愛について（冬）（4:48）

## 収録アルバム
絹ずれ
- オリジナル『エメラルド』（2010年8月11日)　※島言葉バージョン
- ベスト『ザ・ベスト盤』　(2011年8月15日)

## テレビ出演
絹ずれ
- 2009年9月11日　テレビ朝日系「ミュージックステーション」
- 2011年9月14日　NHK「SONGS」